# アナオシ!
『アナオシ!』は、2008年7月5日から同年9月27日までテレビ東京で放送されていた情報番組・番宣番組である。放送時間は毎週土曜 12:25 - 12:30 （日本標準時、以下同）、同日の15:55 - 16:00に再放送あり。
レギュラー放送の終了後も、2009年5月24日から2010年2月27日まで不定期放送されていた。

## 概要
テレビ東京のアナウンサーが東京都とその周辺エリアを散策したり、施設で何かを体験したりする模様を放送。その合間に番組紹介ムービーを挿入していた。
殆どの回においては女性アナウンサーがリポーターを務めていたが、2010年2月27日放送分では男性アナウンサーである小島秀公が出演した。また、アナウンサーではなくタレントが出演する回もあり、その回においてはタイトルを『イチオシ!』に変更した上で放送していた。

## 不定期放送移行後の放送リスト
| テーマ                                  | 放送日         | 放送時間           | 出演者             | 備考                                                                                     |
| --------------------------------------- | -------------- | ------------------ | ------------------ | ---------------------------------------------------------------------------------------- |
| 東京 お散歩                             | 2009年5月24日  | 日曜 16:55 - 17:15 | 繁田美貴           | 同年4月6日 - 4月19日、5月4日 - 5月10日、5月18日 - 5月24日放送の『Jナビ』の総集編的な内容 |
| 立石仲見世商店街、オモシロ調理玩具 紹介 | 2009年6月7日   | 日曜 16:55 - 17:15 | 繁田美貴           | 一部同年6月7日放送の『ブランニュー!』と類似                                              |
| 八景島シーパラダイス 紹介               | 2009年6月28日  | 日曜 16:55 - 17:15 | 浅見由紀子         | 『イチオシ!』と題して放送 同年7月6日 - 7月12日放送の『Jナビ』でも紹介                    |
| 浦安市郷土博物館 紹介                   | 2009年8月2日   | 日曜 16:55 - 17:15 | 狩野恵里           | 同年8月3日 - 8月9日放送の『Jナビ』でも紹介                                               |
| 恐竜2009 紹介                           | 2009年9月19日  | 土曜 13:28 - 13:53 | 狩野恵里           | 使い回し無しの完全オリジナル回                                                           |
| 東京珍名所&おもしろスポットリサーチ     | 2009年10月10日 | 土曜 13:53 - 14:23 | 繁田美貴、狩野恵里 | 使い回し無しの完全オリジナル回 2人が前半担当と後半担当とに分かれてリサーチ               |
| 肉食女子グルメリポート&面白調理家電     | 2009年12月12日 | 土曜 16:55 - 17:15 | 繁田美貴           | 使い回し無しの完全オリジナル回                                                           |
| 最強ラーメン伝説 必食のNo.1決定戦!!     | 2010年2月27日  | 土曜 16:55 - 17:15 | 小島秀公           | 使い回し無しの完全オリジナル回                                                           |

| テレビ東京 土曜日12:25 - 12:30枠                               | テレビ東京 土曜日12:25 - 12:30枠 | テレビ東京 土曜日12:25 - 12:30枠      |
| 前番組                                                         | 番組名                           | 次番組                                |
| -------------------------------------------------------------- | -------------------------------- | ------------------------------------- |
| 音楽ば〜かオススメ （2008.4 - 2008.6） ※ここから番宣ミニ番組枠 | アナオシ! （2008.7 - 2008.9）    | 地球街道オススメ （2008.10 - 2009.3） |